# 단파 수신기
단파 수신기(短波受信機, shortwave receiver 또는 shortwave radio)는 3MHz ~ 30MHz 사이의 주파수대인 단파를 청취할 수 있는 장치 등을 말한다. 스마트폰과 LTE가 대중화된 지역에서는 전 세계 라디오를 들을 수 있는 어플리케이션이 단파라디오 구입보다 훨씬 낫다.

## 종류
단파 수신기는 주파수 동조 방식에 따라 다이얼 튜닝식과 신시사이저식으로 나뉜다.
다이얼 튜닝식은 주로 저가 기종에서 많이 볼 수 있으며, 주파수 선택을 더욱 원활하기 위해 단일 밴드가 아닌 스프레드 방식을 채택한 경우가 많다. 장점으로는 편리한 밴드 스캔 기능과 효율적인 소비전력이지만, 단점으로는 현재 수신하고 있는 주파수를 정확하게 알 수 없다는 점이 있다. 한편 신시사이저식은 버튼을 이용하여 튜닝하는 방식으로 주파수가 액정에 표시되어 나오기 때문에 정확한 주파수를 알 수 있다는 장점이 있지만 상대적으로 전력 소모가 많으며, 전파차폐설계가 잘 되어 있지 않은 경우 수신기 내부 잡음이 생길 수 있다는 단점도 있다. 고급 기종은 직접 키 튜닝 기능(숫자 키를 입력하여 특정 주파수에 바로 주파수를 맞추는 기능), SSB 모드 수신, 수신 필터 대역폭 설정, 동기 검파 기능 등이 있다.
또한 고가 기종으로 갈수록 1,711kHz~29,999kHz 전 영역 수신이 가능한 경우가 많으며, 중급형은 기기마다 약간의 차이가 있을 수는 있으나 모든 영역 대신 정규 대역(2,300kHz~26,100kHz)만 수신이 가능한 것이 있다.

### 크기 및 용도에 따른 분류
단파수신기는 크기와 용도에 따라 여러 가지로 분류된다.
- 포터블(portable) - 휴대가 가능한 수신기로, 보통 사람들이 인식하는 '단파라디오'는 이 형태이다. 카세트 사이즈의 작은 것부터 영영사전 크기의 큰 것까지 크기가 다양하다.

- 탁상용(tabletop) - 탁상용으로 고안된 수신기로 크기가 크며, AC 전원, 외부 안테나 단자 등이 있다. 포터블 수신기에 비해 자잘한 기능이 포함되어있을 가능성이 높다.

- 전문 통신용(professional communications) - 이 경우 사실 '업무용 통신기'라고 해야 하는데, 탁상용 수신기의 일종이라 할 수 있으며 단파수신만 염두에 둔 것이 아닌, 업무용 통신에 고안된 것이다.

- PC 장착형(PC-controlled) - 일반 PC에 장착하는 형태로 영어권에서 볼 수 있으며, 대한민국에서는 매우 드문 형태이다. 어떤 것은 DRM(디지털 단파방송)을 수신할 수 있다.

### 주파수 동조 방식에 따른 분류
- 다이얼 튜닝 방식 - 말 그대로 다이얼을 돌려서 주파수를 맞추는 방식으로 주로 저가 또는 구형 기종에서 많이 볼 수 있다. 정확한 주파수를 알 수 없다는 단점이 있지만 소비전력이 상대적으로 적고 밴드 스캔이 가능하다는 장점도 있다. 요즘에 나오는 것들은 선국을 보다 원활히 하기 위해 단일 밴드가 아닌, 여러 밴드(SW1, SW2 등의 여러 영역)로 나뉜 스프레드 방식이 대부분이다.

- 신시사이저 튜닝 방식 - 수정(quartz)과 반도체로 동조하는 방식으로 요즈음의 고가 기종은 거의 대부분 이 방식이다. 경우에 따라서 PLL 동조방식의 수신기로 불리기도 한다. 정확한 주파수를 알 수 있으며, 주파수를 저장할 수 있는 기능이 있다. 경우에 따라 전화기 버튼 누르듯 바로 원하는 주파수로 맞추는 기능도 있다. 단점은 상대적으로 전력 소모가 많으며 전파차폐설계가 잘 되어 있지 않은 경우 수신기 내부 잡음이 생길 수 있다는 점이다. 넓은 의미에서는 DSP 수신기도 이쪽에 속한다.

- 가성(假性) 신시사이저 튜닝 방식 - 일부 저가/초저가 중국제 기종에서 찾아 볼 수 있는 방식으로 액정 화면에 주파수 숫자가 나오는 것은 맞으나 실제 동조는 수정(quartz)이 아닌 일반 바리콘(variable capacitor)에 의해 이루어진다. 따라서 주파수 저장 기능은 없으며, 1~5kHz 정도의 오차가 발생한다.

### 중간 주파수 전환 횟수에 따른 분류
중간주파수 전환횟수에 따라 단파수신기를 싱글 컨버전, 듀얼 컨버전, 또는 다중 컨버전으로 나눌 수 있다.
- 싱글 컨버전 - 중간주파수 전환횟수를 1번만 하는 방식으로 AM부는 중간주파수(IF)가 대개 455kHz이다. 이 방식은 저가 기종에 많다. 생산단가가 저렴하다는 장점이 있지만 튜닝 안정도와 선택도가 듀얼 컨버전에 비해 떨어지며 자신이 수신하는 주파수에서 910kHz 아래로 이미지가 생기는 문제점이 있다. 예를 들면 7140kHz에서 하고 있는 방송을 6230kHz로 맞춰놓아도 들을 수 있는 것이다. 따라서 예상치 못한 주파수에서 방송을 수신하였을 때는 이 주파수가 실제 방송 주파수가 아니라 이미지 신호일 수도 있다.

- 듀얼 컨버전 - 싱글 컨버전 수신기에 발생하는 영상방해(이미지)의 영향을 감소시키기 위해 중간주파수 전환을 2번하는 방식이다. 1차 중간주파수는 기종에 따라 다른데 보급형은 10.7MHz, 중급은 약 22MHz, 고급형은 약 55MHz이다. 2차 중간주파수는 대개 455kHz이다. 싱글 컨버전에 비해 이미지 현상이 적으나, 기종에 따라 차폐정도에 따라 이미지가 나타나는 경우도 있다.(특히 신호가 너무 강할 때)

- 다중 컨버전 - 중간주파수 전환횟수를 3번 이상하는 방식으로 통신형 기종이나 (과거에는) 고급형 탁상용 수신기에서 찾아볼 수 있다.

- 직접변환 방식 - 중간주파수(IF) 변환없이 바로 신호를 처리하는 방식으로 DSP 수신기에서 쓰이는 방식이다.

### 수신신호처리 방식에 따른 분류
- 재래식 수신기 - DSP 수신기의 상용화 이전의 모든 수신기가 이에 해당하며, 지금도 상당수의 단파라디오는 DSP식이 아닌 재래식이다. DSP 수신기에 비해 미약신호 대처능력은 뛰어나나 회로가 비교적 복잡하고 필터 처리에서 보다 많은 기술이 필요하며, 시간이 경과함에 따라 부속품의 변형의 영향을 받는다는 단점이 있다.

- DSP 수신기 - 재래식 수신기와 다르게 수신신호를 디지털로 변환, 처리하는 수신기. 감도, 선택도가 뛰어나며 회로 구성이 비교적 간단하다는 장점이 있다. 특히 디지털 필터 기능은 재래식 수신기의 경우 일부 고가의 고급 수신기에서만 구현할 수 있었던 필터 대역폭 설정기능을 중저가형 기종에서도 구현할 수 있게 해준다. 재래식 수신기에 비해 외부잡음에 대한 내구성이 뛰어난 편이다. 특히 FM방송의 경우 이미지 신호 대처능력이 매우 우수하다. 다만 Soft Muting 기능 때문에 미약신호 수신할 때나 페이딩이 심할 때 거슬리는 경우가 있으며, 디지털(AD-DA) 변환을 거쳐 중파, 단파방송의 경우 특유의 음색 때문에 선호와 비선호가 갈리는 경우가 있다. DSP 수신칩은 미국의 Silicon Lab 사가 주로 생산하며, 2009년부터 일반적인 포터블 단파수신기에 상용화되기 시작했다.

## 수신기 제조업체
과거에는 소니, 파나소닉, 아이와, 도시바같은 일본 회사들과 그룬디히, 필립스 등 유럽권 가전업체들이 여러 단파수신기를 발매하였으나 1990년대 후반 이후 단파방송의 퇴조로 이들 업체들이 2018년에 소니를 끝으로 단파라디오 시장에서 전면 철수하였다. 2018년 기준으로는 텍선(TECSUN), 데겐(DEGEN), 산진(SANGEAN)과 같은 중화권 전자제품 제조업체들이 단파수신기를 생산, 발매하고 있다. 

### 텍선(TECSUN)
1994년 중국 광둥성 둥관시에서 창업한 기업이다. 2000년대 초반에는 가성비 좋은 단파수신기로 주목을 받았고(PL-757, R-911 등), 2000년대 후반 이후로는 DSP 기반의 기종들(PL-380, PL-310ET, PL-880, PL-990 등)이 절찬리에 발매 중이다. 재래식 PLL 방식의 기종인 PL-660 등은 소니 ICF-SW7600GR의 좋은 대체 기종으로 꼽힌다.

### 산진 (SANGEAN)
1974년에 설립하여 수십년 간 단파수신기를 생산해 온 대만의 전자 기업으로, 신베이시 중허구에 본사가 있다. 현재 ATS-909X2가 플래그십 기종으로 꼽힌다. 다만 2020년대에 들어선 후에는 단파라디오 모델의 비중이 크지 않으며, 현재 나오고 있는 단파라디오는 아날로그식인 SG-622, 디지털식인 ATS-405/ATS-909X2가 전부다. 405와 909X2는 모두 DSP식 단파라디오며, 909X2가 올 밴드 단파라디오이고 405는 정규 단파 대역만 수신이 가능하다.

### 소니
오랜 기간동안 포터블 단파수신기 시장에서 명성을 떨치던 일본 가전업체였으나, 2018년 2월 ICF-SW7600GR를 마지막으로 단파수신기의 생산을 전면 종료하였다. 주요 기종으로는 ICF-SW11, ICF-SW22, ICF-SW7600GR, ICF-SW1S, ICF-SW100S, ICF-SW55, ICF-SW77 등이 있었다. 1970년대에는 스카이센서 시리즈로 널리 알려졌다. 1987년에 출시된 ICF-SW1S는 카세트 테이프 사이즈의 초소형, 다성능에 호화 패키지가 특색이었고, 1994년에 출시된 ICF-SW100S는 SSB와 같은 고급기능까지 집약하여 전자사전 크기의 초소형 사이즈로 압축한 것이 특색이었다. 2001년에 출시된 ICF-SW7600GR은 최후의 플래그십 기종으로서 2018년까지 발매되었다.

### 파나소닉
소니와 다르게 파나소닉은 1990년대 후반부터 사실상 철수에 가까운 수준을 보였고, 그 명맥은 2010년 RF-B11의 단종으로 완전히 끊겼다. 과거에는 Proceed 시리즈, Cougar 시리즈로 어느정도 인지도가 있었다.

### 기타 업체
독일의 그룬디히(Grundig)는 2003년 부도 이전에는 Satellit 시리즈(준탁상용 고급기종)와 Yacht Boy 시리즈(포터블 기종)로 북미, 유럽시장을 중심으로 상당한 인지도와 매출이 있었다. 이후 그룬디히의 단파라디오 분야 브랜드는 미국의 eton사에 인수된 상태이며, eton사 인수 이후에 출시된 기종 중 가장 유명한 것으로 전직 우주비행사 버즈 올드린이 개발과정에 참여한 Grundig G6 Aviator가 있다. 중국의 데겐(DEGEN)은 2000년대 중반에 발매된 DE1102, DE1103 기종으로 인지도를 얻었다. 중국의 Kchibo는 저가, 저성능의 단파수신기를 양산해왔다.
대한민국에서는 롯데알미늄에서 나오는 아날로그식 라디오인 핑키-250/260이 유일한 단파라디오다.

## 같이 보기
- 단파
- 단파 청취